# دیل سان
دیل سان (به انگلیسی: Dillsun)
رده درمانی: داروهای گیاهی
اشکال دارویی: قطره

## موارد مصرف
دیل سان برای برطرف نمودن سوءهاضمه، نفخ و درد ناشی از آن مصرف می‌گردد استفاده می‌شود.

## مکانیسم اثر
قطره افشرده دیل سان از اسانس شوید به میزان %۲ تهیه گردیده‌است. روغنهای فرار دیل سان با داشتن اثرات ضد اسپاسم و کاهش تونوس اسفنکتر تحتانی مری موجب تسهیل خروج گازها از معده می‌گردد.

## عوارض جانبی
مصرف دوزهای بالا سبب تحریک دستگاه گوارش، تهوع، استفراغ و اسهال می‌شود.